# Tomasz Jodłowiec
Tomasz Jodłowiec (polskt uttal: [ˈtɔmaʂ jɔdˈwɔvjɛts]), född 8 september 1985 i Żywiec, är en polsk fotbollsspelare som spelar som mittfältare för Piast Gliwice. Han spelar även för det polska landslaget.

## Klubbkarriär
År 2004 fick Jodłowiec debutera i 1. liga för Widzew Łódź. År 2013 skrev han kontrakt med Legia Warszawa efter att ha spelat för ett antal övriga klubbar i Polen, dels i Ekstraklasa och dels på lägre nivåer.

## Landslagskarriär
Jodłowiec gjorde sitt första mål för Polen i en landskamp mot Tjeckien den 17 november 2015. Hans mål var Polens andra mål i matchen som slutade 3–1. Även hans första landskamp var mot Tjeckien, den 11 oktober 2008.